# 豊西町 (浜松市)
豊西町（とよにしちょう）は静岡県浜松市中央区の町名。丁番を持たない単独町名である。住居表示未実施。

## 地理
浜松市中央区の北東部に位置する。東で磐田市匂坂中及び富里、西で恒武町、南で常光町、北で豊町と接する。

### 河川
- 天竜川
- 豊田川
- 松小池川

### 学区
小学校・中学校の学区は以下の通りである。
- 浜松市立豊西小学校
- 浜松市立笠井中学校

## 歴史

### 町名の由来
末島（すえとう）・中善地などが合わさってできた。このあたりが豊田郡の西部に位置していたことに由来する。

### 沿革
- 1889年（明治22年）4月1日 - 町村制の施行により、末島村・中善地村が周辺の村と合併して豊田郡豊西村が発足。
- 1896年（明治29年）4月1日 - 郡制の施行により、浜名郡へ所属変更。
- 1951年（昭和26年）4月1日 - 豊西村が笠井町と合併。
- 1954年（昭和29年）3月31日 - 笠井町が浜松市に編入。
- 1955年（昭和30年）10月20日 - 大字末島及び大字中善地を合わせて豊西町を新設[書籍 2]。
- 1997年（平成9年）11月7日 - かささぎ大橋が開通する。
- 2007年（平成19年）4月1日 - 浜松市が政令指定都市となる。豊西町は東区の一部となる。
- 2024年（令和6年）1月1日 - 浜松市の行政区再編により、豊西町は中央区の一部となる。

## 施設
- 浜松市立豊西幼稚園
- 浜松市立豊西小学校
- JAとぴあ浜松豊西支店
- いわきゅう遠州工場
- ダイセン豊西工場
- ヤマウチ豊西センター
- ENEOSかささぎ大橋SS（S-net静岡が運営）
- 日蓮宗天竜山信栄寺
- 八雲神社

## 交通

### 道路
- 静岡県道344号二俣浜松線
- 静岡県道374号浜松袋井線

## その他

### 警察
警察の管轄区域は以下の通りである。
| 番・番地等 | 警察署       | 交番・駐在所 |
| ---------- | ------------ | ------------ |
| 全域       | 浜松東警察署 | 笠井交番     |

### 消防
消防の管轄区域は以下の通りである。
| 番・番地等 | 消防署   | 本署/出張所  |
| ---------- | -------- | ------------ |
| 全域       | 東消防署 | 上石田出張所 |

### 書籍
1. ↑  『東区の文化誌 東方見聞録』浜松市東区役所まちづくり推進課、2011年11月25日、20頁。
2. ↑  『わがまち文化誌 笠井』浜松市笠井公民館、1993年10月29日、43頁。

### WEB
1. ↑  “h02_22.csv”.   総務省 (2022年2月10日). 2024年6月28日閲覧。
2. ↑  “chuouku_menseki.xlsx”.   浜松市 (2024年3月12日). 2024年6月28日閲覧。
3. ↑  “静岡県 浜松市中央区 豊西町の郵便番号 - 日本郵便”.   日本郵便. 2025年2月15日閲覧。
4. ↑  “市外局番の一覧”.   総務省 (2022年3月1日). 2024年6月28日閲覧。
5. ↑  “事業所案内及び管轄地域（事務所3件、分室3件）”.   一般社団法人静岡県自動車会議所. 2024年6月28日閲覧。
6. ↑  “住居表示実施状況”.   浜松市 (2024年1月4日). 2024年6月28日閲覧。
7. ↑  “学校名から探す／浜松市”.   浜松市 (2024年1月1日). 2024年6月28日閲覧。
8. ↑  “笠井交番｜静岡県警察”.   静岡県警察 (2024年1月1日). 2024年6月28日閲覧。
9. ↑  “消防署の町別管轄「と」／浜松市”.   浜松市 (2024年3月21日). 2024年6月28日閲覧。